# Hesperochroa
Hesperochroa là một chi bướm đêm thuộc họ Erebidae.